# Aramís Álvarez Pedraza
Aramís Álvarez Pedraza (Santa Clara, Cuba, 27 de julio de 1988) es un Gran Maestro Internacional de ajedrez cubano. De 2008 a 2010 se ha centrado en los torneos en España, donde ha alcanzado sus tres normas para llegar a la categoría de gran maestro.

## Palmarés
- 2001 - Medalla de plata en los Juegos Escolares Nacionales en el segundo tablero, en la categoría 13–14.
- 2003 - Medalla de oro en la categoría 15–16.
- 2004 - Subcampeón nacional juvenil.
- 2005 - Primer lugar en la Copa 9 de abril (2005).Segundo lugar en la Copa Marcelo Salado y Copa ESPA.
- 2006 - Debutó en torneos Capablanca con un meritorio noveno lugar entre 50 concursantes lo que le valió para su primera norma de MI.
- 2007 - ocupó el 14 lugar entre 24 jugadores y su segunda norma de MI. En el Capablanca ocupó el lugar 16 entre 84 jugadores y logra su tercera y definitiva norma de MI.
- 2008 - Jugó 6 torneos con el saldo de una Medalla de oro, 2 de plata y un cuarto lugar. El primer lugar lo obtuvo en el Open de Oviedo donde logró su primera norma de GM para jugadores menores de 27 años. Defendió al Club de Lleida en el Torneo de Clubes de España, Primera División y su aporte de 5,5 puntos con un rendimiento superior a ELO 2600 contribuyó al segundo lugar colectivo. 2008 - Campeón del Torneo abierto de Oviedo, completo su primera norma.
- 2009 - En el Open de Cuenca finalizó en primera posición.
- 2009 - Tercero del Torneo internacional de La Roda, completo su segunda norma,
- 2010 - Campeón del XXXIII Open Internacional Ciudad de San Sebastián obteniendo su tercera y definitiva norma de GM.
- 2011 - defendió el primer tablero del Club Lleída en el torneo de Clubes de Cataluña con un excelente rendimiento de ELO 2680. Es invitado de última hora al grupo Premier del Capablanca obteniendo tercer lugar, siendo el cubano mejor ubicado. Ocupó el tercer lugar en el Circuito Catalán gracias al segundo lugar en el Open de Balaguer y a los terceros lugares en los Abiertos de Figueres, Lillet y Sants. Ganó el Open de la Universidad Nacional de Colombia y finalizó en tercer lugar en el Open de Panamá. No estuvo en el último Campeonato Nacional de partidas clásicas pero compensó este resultado al convertirse en el primer campeón nacional de partidas Blitz.[2]